# Campionato europeo femminile di pallacanestro Under-16 Division B 2015
Il Campionato europeo femminile di pallacanestro Under-16 2015 di Division B (noto anche come FIBA U16 Women's European Championship Division B 2015) si è svolto in Macedonia, a Ocrida e Struga.

## Classifica finale
| Pos     | Team        |  |
| ------- | ----------- |  |
| Oro     | Lituania    |  |
| Argento | Bielorussia |  |
| Bronzo  | Svezia      |  |
| 4.      | Slovenia    |  |
| 5.      | Romania     |  |
| 6.      | Polonia     |  |
| 7.      | Irlanda     |  |
| 8.      | Grecia      |  |
| 9.      | Israele     |  |
| 10.     | Finlandia   |  |
| 11.     | Danimarca   |  |
| 12.     | Ucraina     |  |
| 13.     | Bulgaria    |  |
| 14.     | Svizzera    |  |
| 15.     | Austria     |  |
| 16.     | Lussemburgo |  |
| 17.     | Macedonia   |  |
| 18.     | Norvegia    |  |
| 19.     | Scozia      |  |
| 20.     | Albania     |  |